# PM-84 GLAUBERYT衝鋒槍
PM-84 GLAUBERYT（wz.84 GLAUBERYT）是波蘭原產的衝鋒槍。

## 簡介
PM-84 GLAUBERYT特點是重量輕，外型緊湊，操作穩定，用於個人防衛及150米內的近身戰鬥，發射9×19公釐帕拉貝倫彈，可選擇全自動或半自動（單發）射擊模式。與PM-63 Rak用途相同，PM-84 GLAUBERYT主要提供於重型裝備士兵、特種部隊、特種反恐部隊及警隊。

## 衍生型

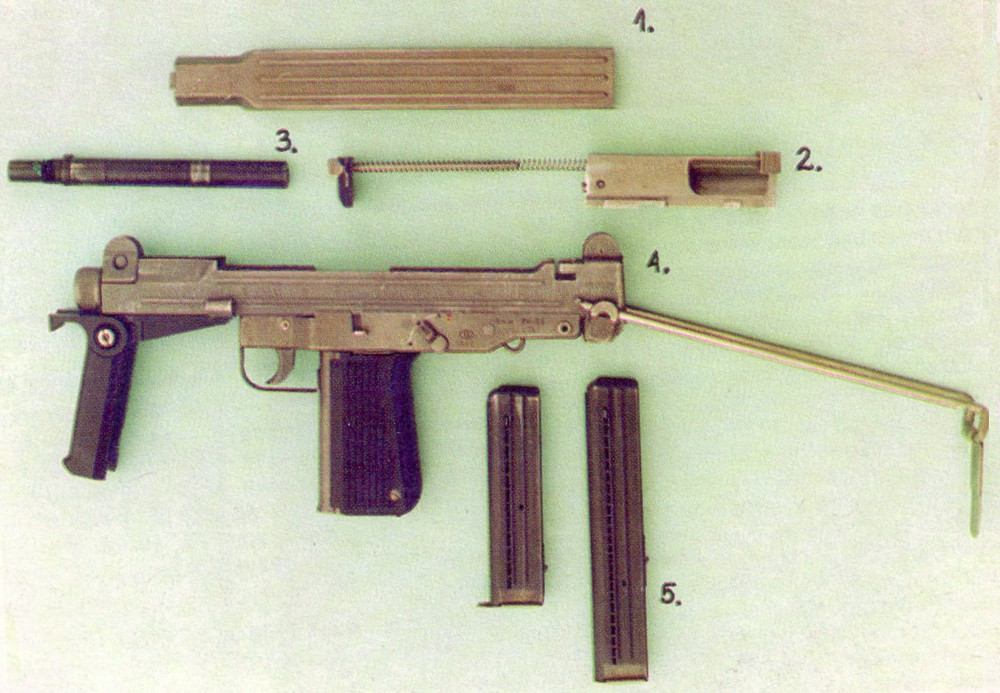
PM-84的分解圖

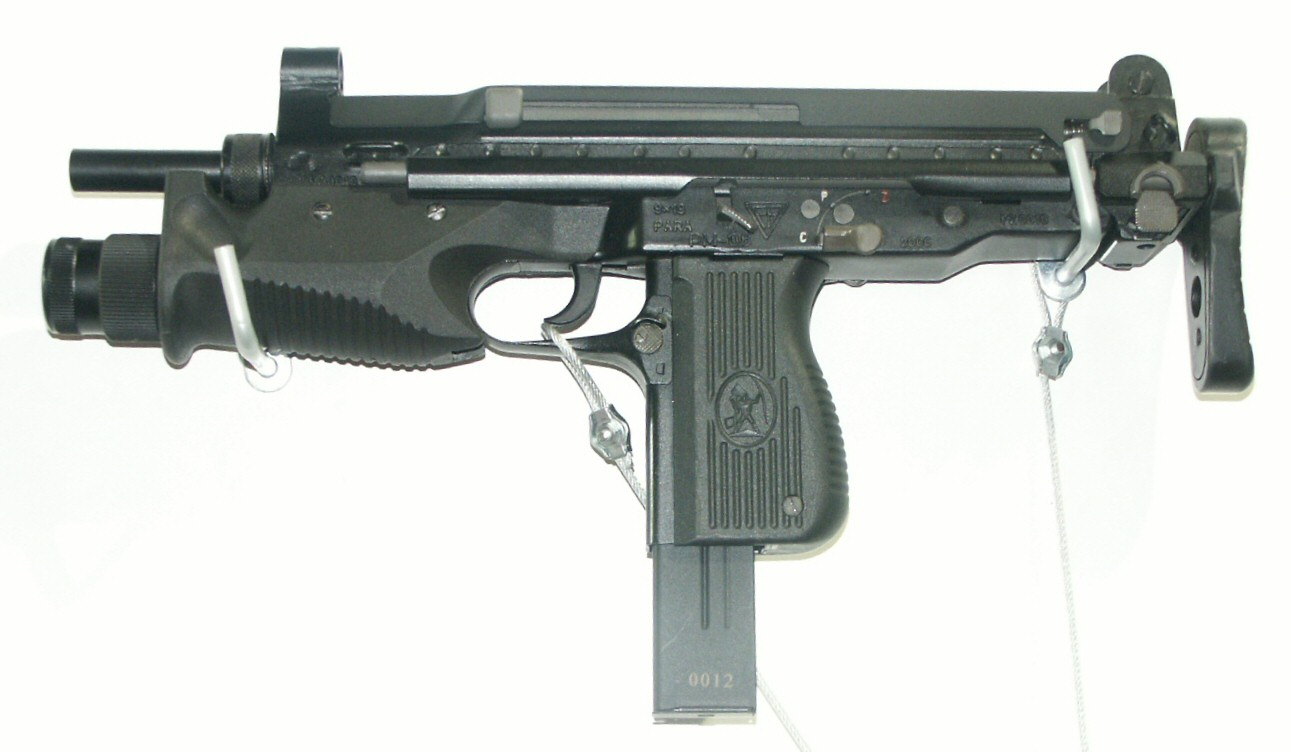
PM-06

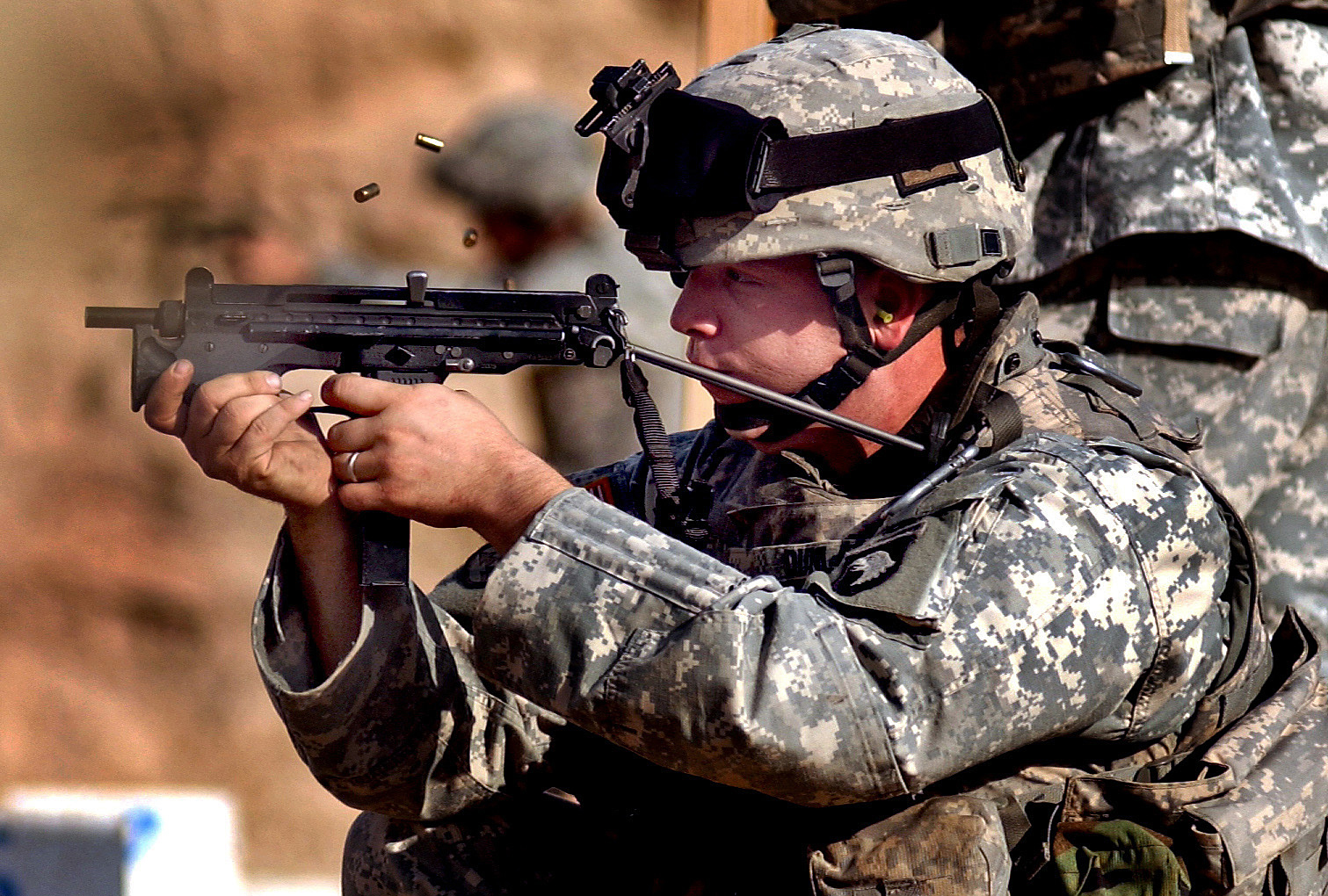
PM-98

- PM-84 - 9×18毫米PM彈版本
- PM-84P - 警用型
- PM-98 - 警用型
- BRS-99 - 半自動版本
- PM-06
- PM-06S

|                                  | PM-84       | PM-84P      | PM 98       | PM-98S      |
| 口徑                             | 9×18毫米PM  | 9×19毫米    | 9×19毫米    | 9×19毫米    |
| 全長：槍托摺疊／槍托展開（毫米） | 354/560     | 375/575     | 405/605     | 405/605     |
| 槍管長度（毫米）                 | 165         | 185         | 185         | 185         |
| 空槍重（公斤）                   | 1.84        | 2.17        | 2.42        | 2.42        |
| 連彈匣重：15/25發（公斤）        | 2.07 / 2.24 | 2.46 / 2.62 | 2.59 / 2.86 | 2.59 / 2.86 |
| 槍口初速（米／每秒）             | 332         | 360         | 360         | 123         |
| 發射速率（發／分鍾）             | 600         | 640         | 640         | 770         |
| 有效射程（米）                   | 150         | 150         | 150         | 150         |

## 使用國
- 印度尼西亞
- 伊拉克
- 立陶宛
- 菲律賓
- 波蘭

## 外部連結
- （波兰語）—Fabryka Broni Łucznik - Radom（页面存档备份，存于）
- （英文）—Modern Firearms
- （中文）—槍炮世界—PM-84冲锋枪 （页面存档备份，存于）
  - PM-98冲锋枪（页面存档备份，存于）
  - PM-06冲锋枪 （页面存档备份，存于）